# باشگاه فوتبال امید خلخال اردبیل
باشگاه فوتبال امید خلخال اردبیل یک باشگاه فوتبال ایرانی است که در شهر اردبیل واقع شده‌است. این تیم  در رقابت‌های جام حذفی ۱۲-۲۰۱۱ حضور داشت.

## نتایج
| فصل     | لیگ | رتبه | جام حذفی | توضیحات |
| ------- | --- | ---- | -------- | ------- |
| ۱۲–۲۰۱۱ |     |      | دور اول  |         |